# Horb, Boureni
Horb (în ucraineană Горб) este un sat în comuna Koloceava din raionul Boureni, regiunea Transcarpatia, Ucraina.

## Demografie
Componența lingvistică a localității Horb
     Ucraineană (99,58%)
     Alte limbi (0,42%)
Conform recensământului din 2001, majoritatea populației localității Horb era vorbitoare de ucraineană (99,58%), existând în minoritate și vorbitori de alte limbi.